# Monte Águila
Monte Águila – chilijskie miasto położone w regionie Biobío, w gminie Cabrero, 5 km na południe od miasta o tej samej nazwie. W 2002 roku zamieszkiwało je 6090 mieszkańców.

## Galeria

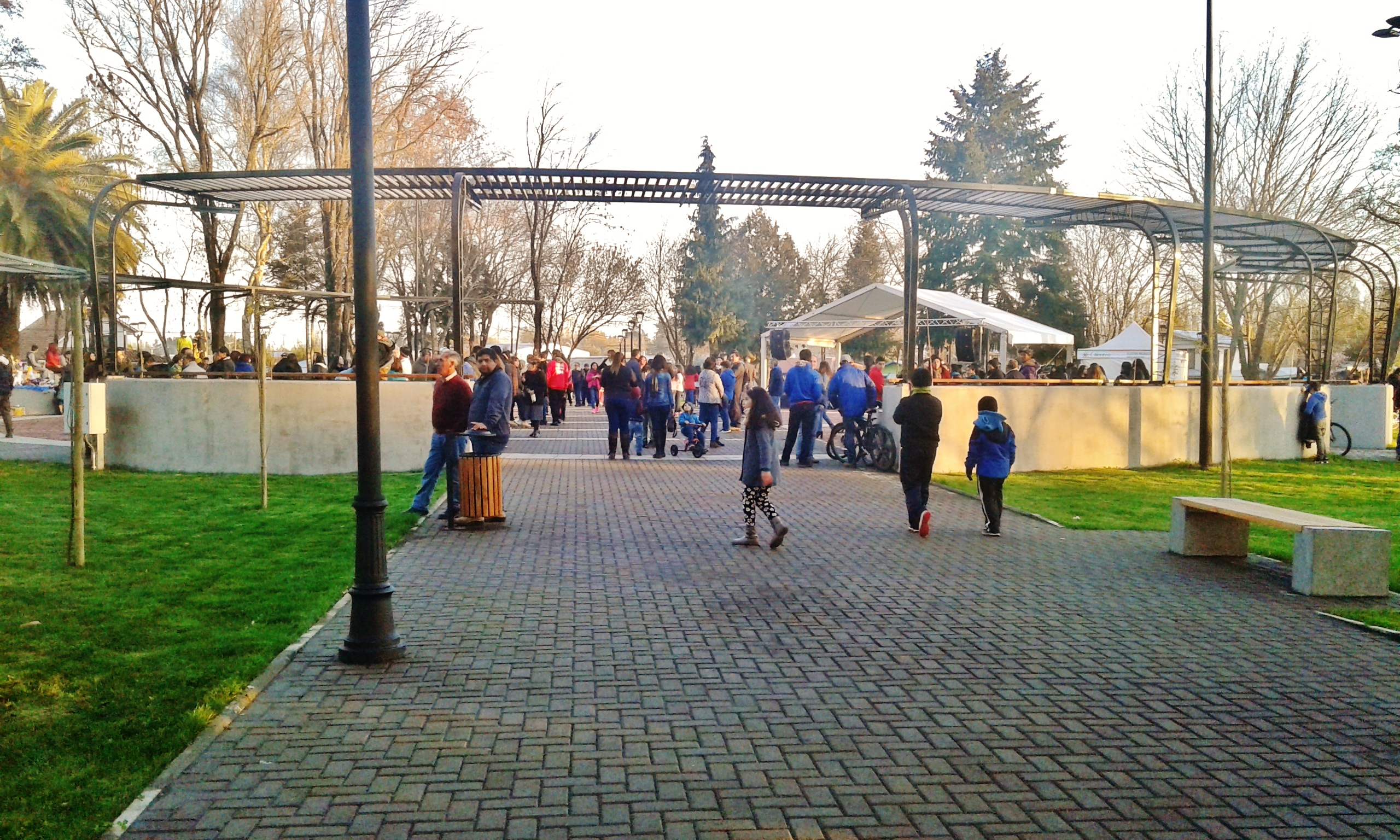
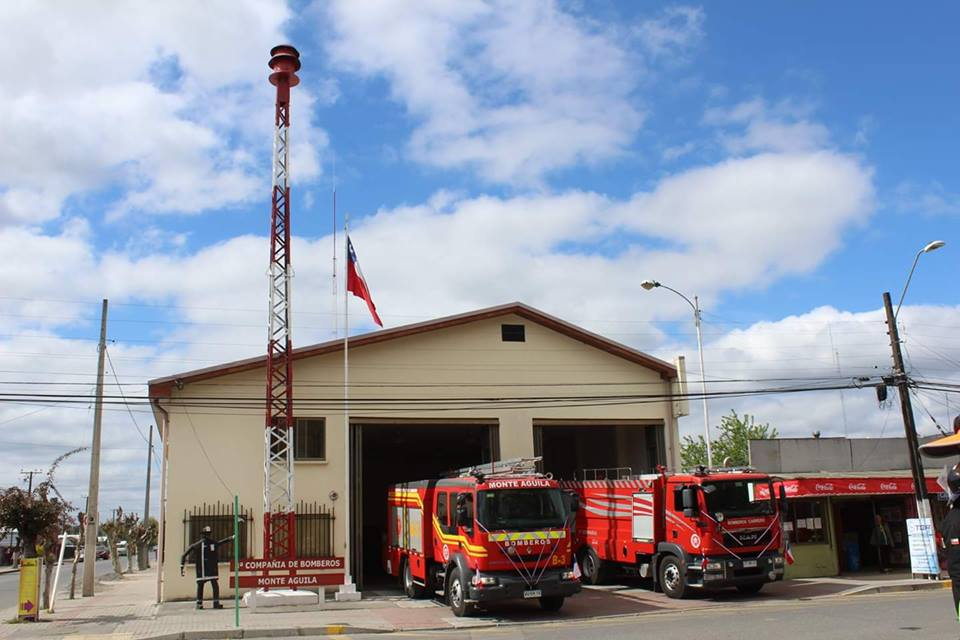
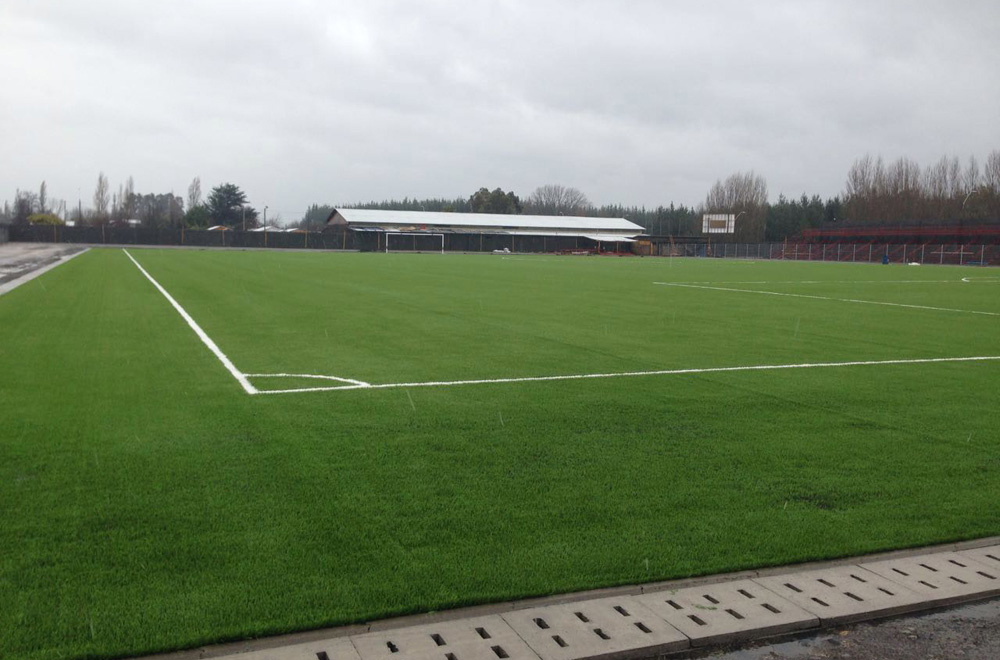
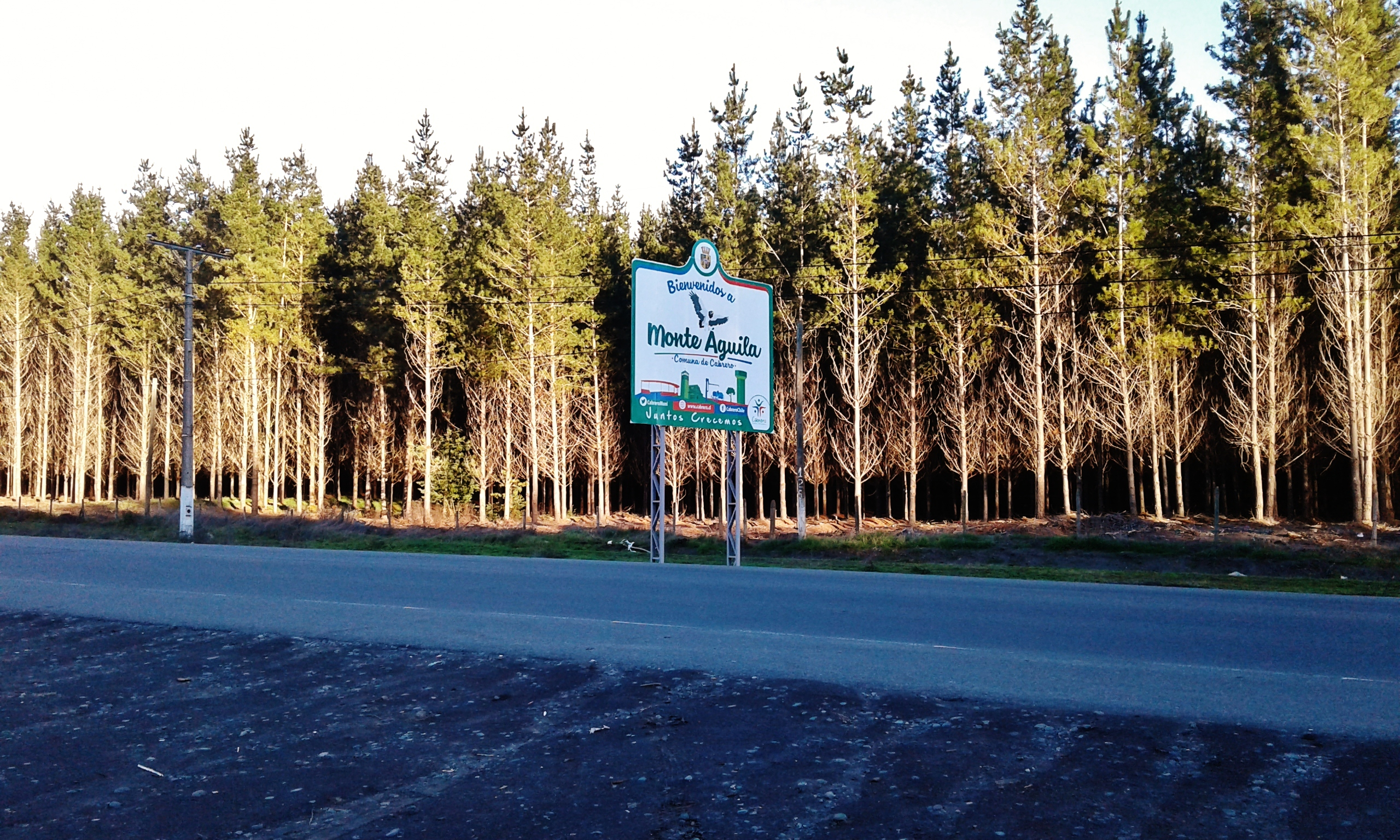
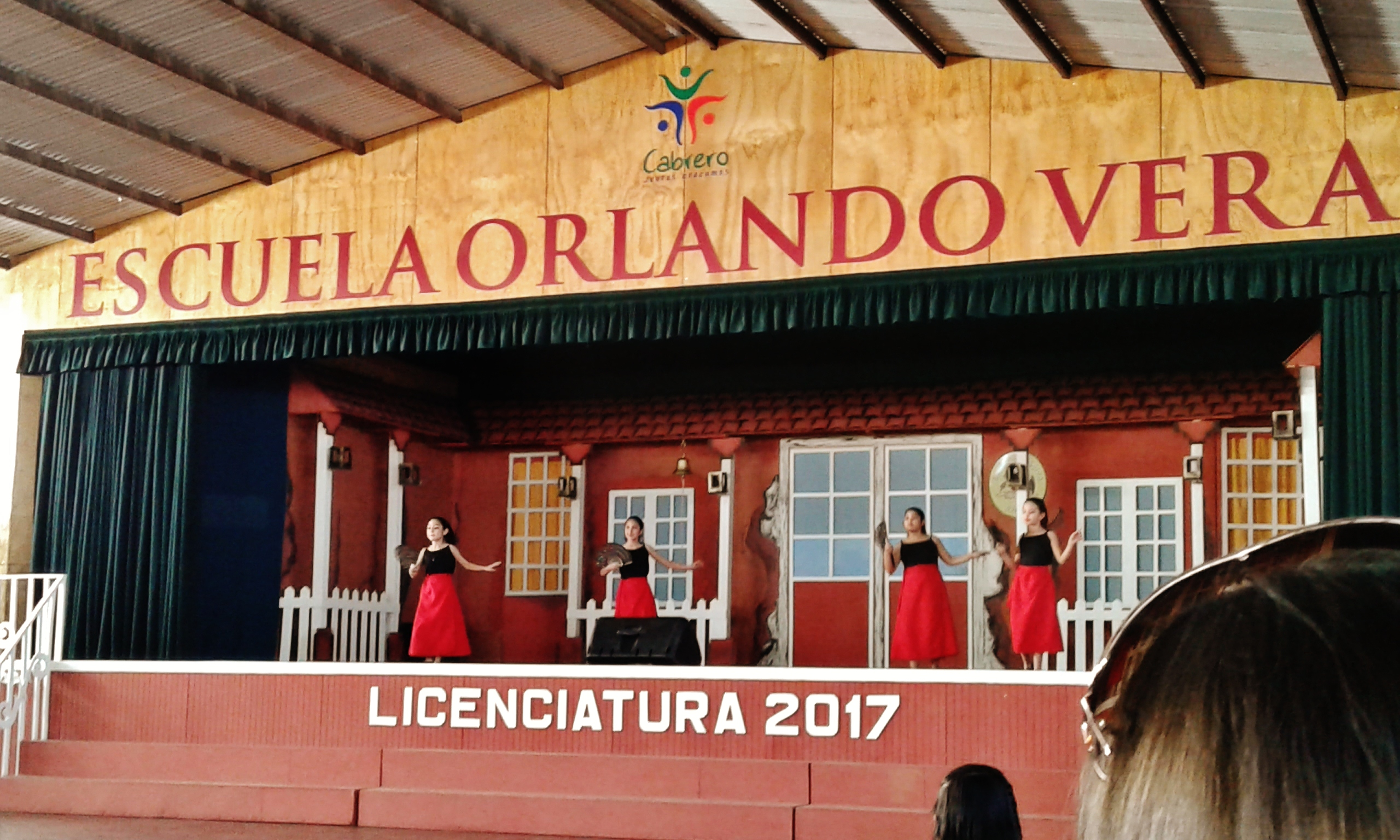
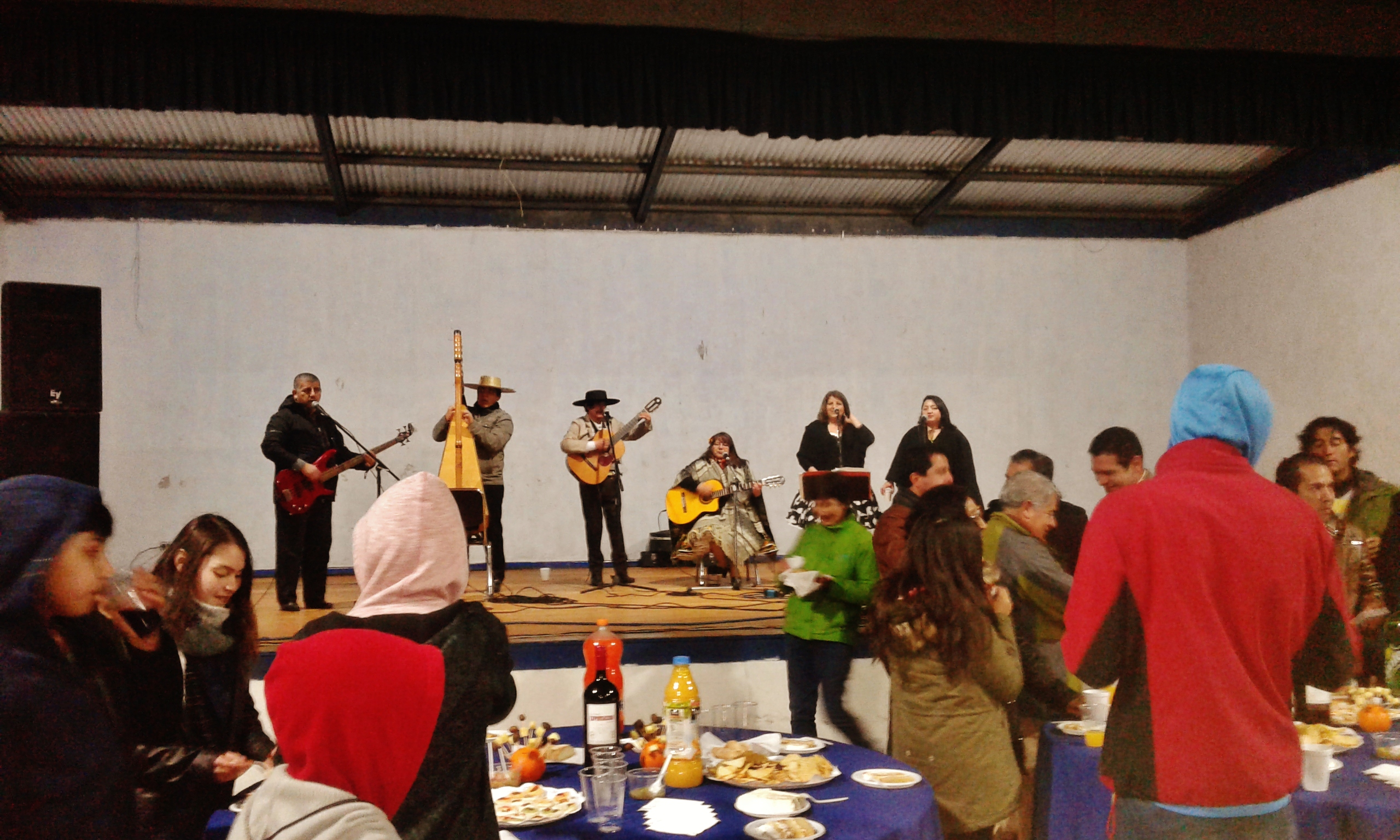
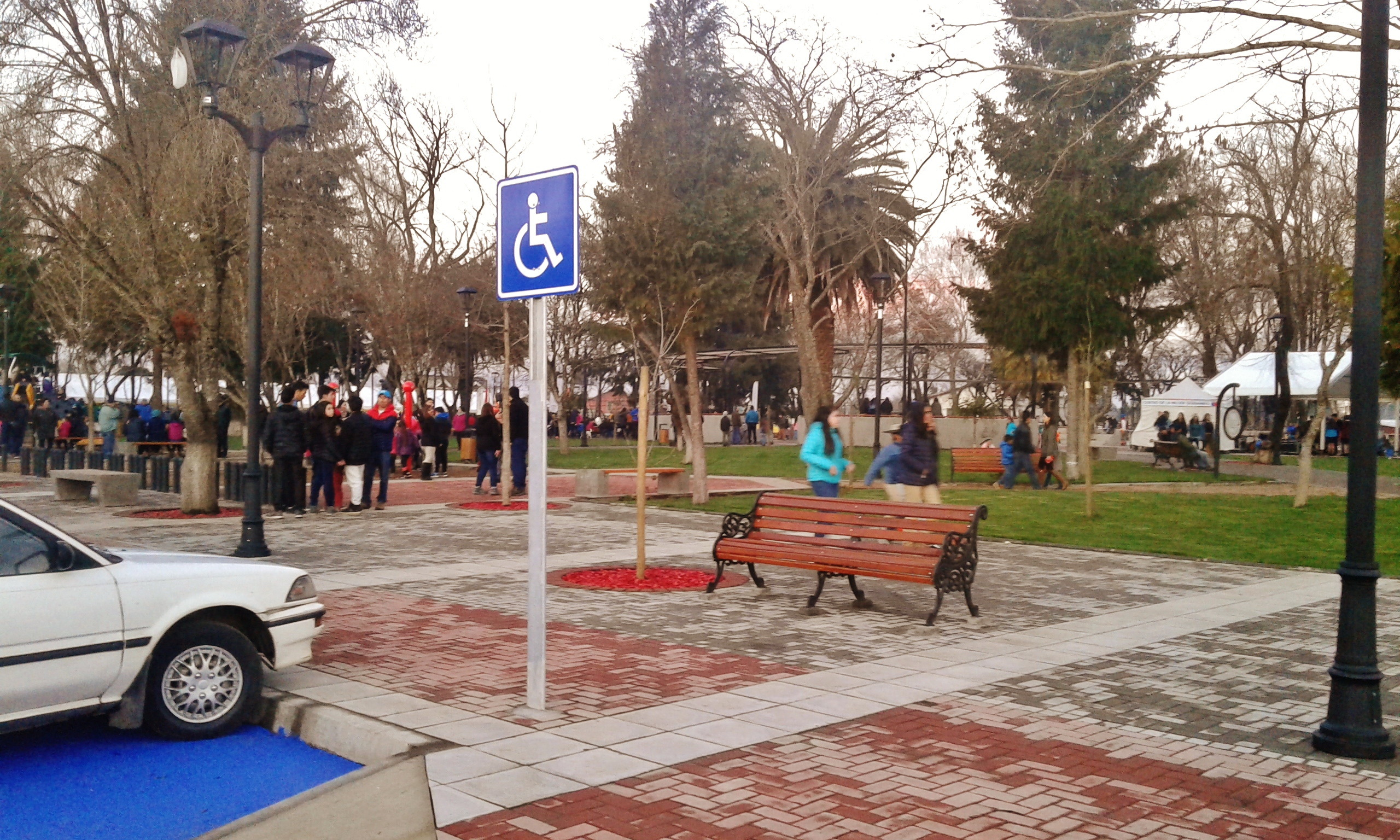
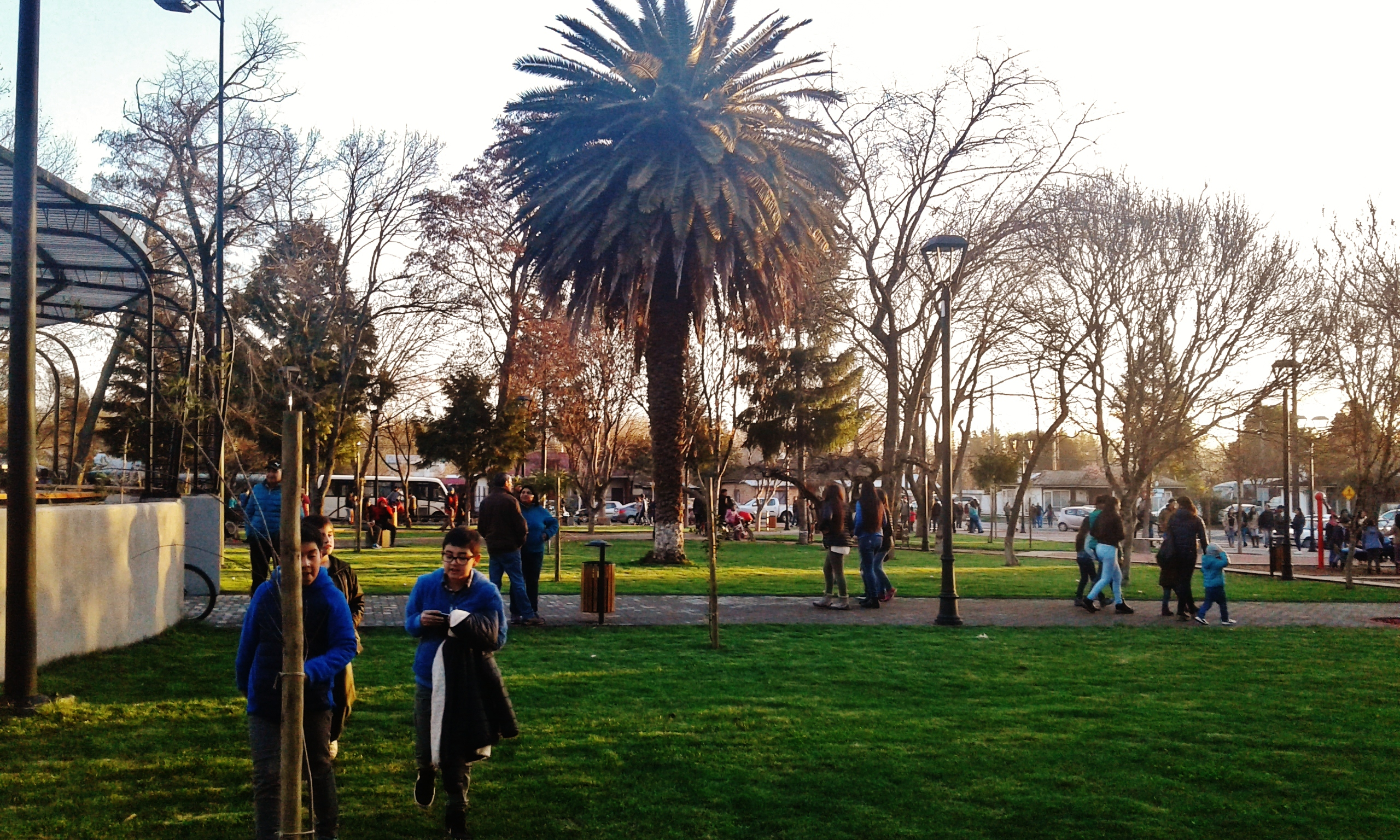
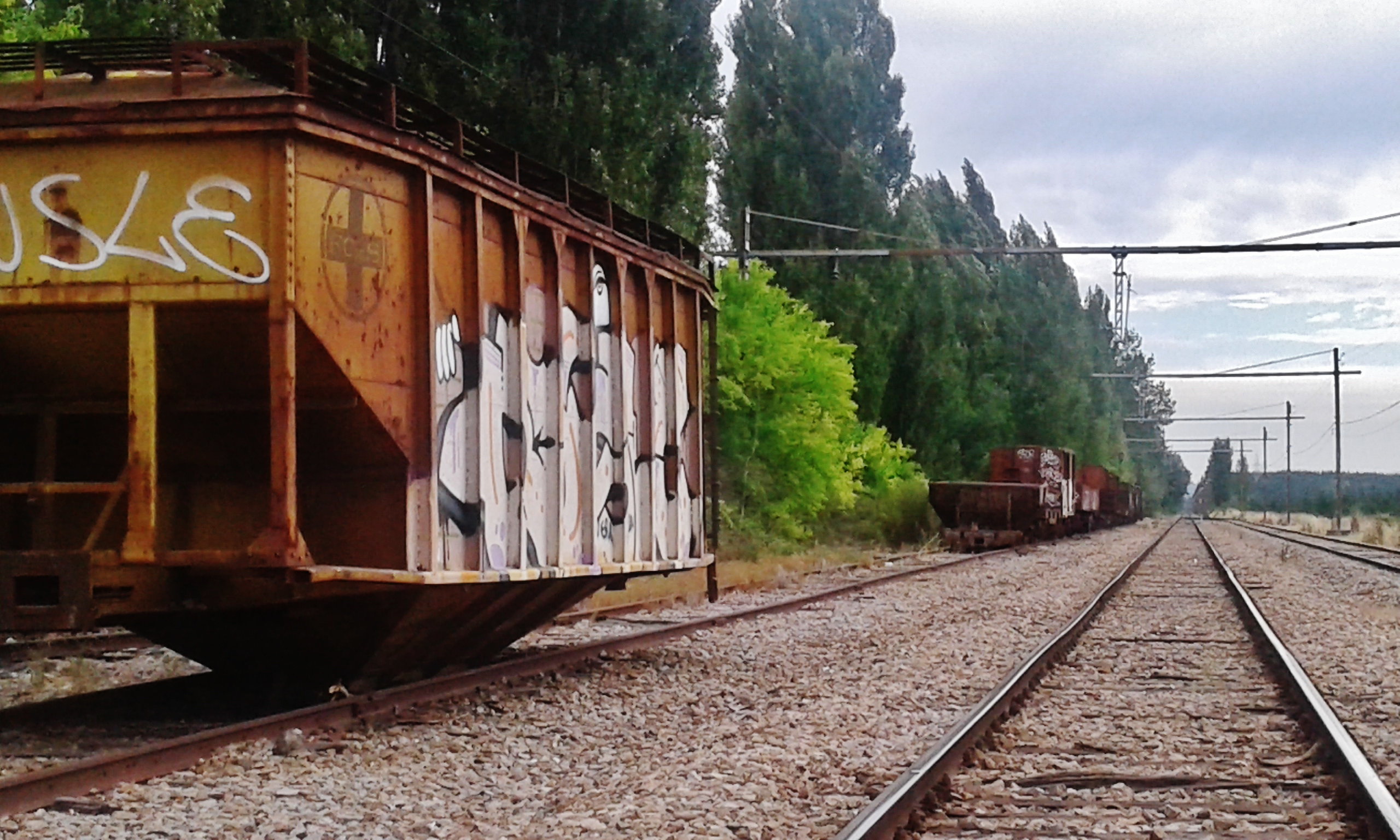